# Más allá del puente
Más allá del puente es una telenovela mexicana producida por Carla Estrada para la empresa Televisa, secuela de la telenovela De frente al sol de 1992. Inició sus transmisiones en el horario coestelar de El Canal de las Estrellas el 8 de noviembre de 1993, y llegó a su final el 25 de marzo de 1994. 
Fue protagonizada por María Sorté y Alfredo Adame, antagonizada por Lilia Aragón, Susana Alexander, Jorge Russek, Felicia Mercado, Fernando Colunga y Tomás Goros, con las actuaciones estelares de Angélica Aragón, Arcelia Ramírez, Amairani, Eduardo Santamarina, Omar Fierro, Patricia Navidad y Eric del Castillo, además de contar con la actuación de la primera actriz Katy Jurado.

## Argumento
Alicia Sandoval y Eduardo Fuentes ya están casados y se encuentran felices esperando la llegada de su primer hijo. Esto incita a Ofelia, madre de Eduardo, a vengarse de Alicia por haberle arrebatado a su hijo. Carolina y Luis Enrique se encuentran muy enamorados y dispuestos a casarse en cuanto terminen la escuela. Chole también vive feliz por el matrimonio de su hija, Lupita, con Jacinto, y ansiosa también por tener al hijo de Alicia entre sus brazos.
Por otro lado, Rosalía, hermana de Jacinto, se enamora de un buen hombre llamado Felipe, pero se ve obligada a renunciar a él para casarse con Valerio, el hijo de un poderoso y terrible empresario de "La Antigua".
Ofelia, empeñada en separar a Alicia de Eduardo, organiza un complot con Leonor Rivas, doctora de Alicia, para hacerle creer a Eduardo que el hijo que espera no es de él.
Comienzan nuevamente las desgracias: fallece Lich, madre de Chole, lo que deja a esta destrozada; Eduardo se encuentra deprimido y en un mar de dudas, y busca consuelo en Sara, quien sigue perdidamente enamorada de él. Alicia, quien cree que lo ha perdido para siempre,  deberá superar todas las barreras de maldad que la separan de Eduardo para poder llegar "más allá del puente".

## Elenco
- María Sorté - Alicia Rafaela Sandoval Gatica
- Alfredo Adame - Eduardo Fuentes Villalba
- Lilia Aragón - Ofelia Villalba vda. de Fuentes
- Angélica Aragón - Soledad "Chole" Buenrostro
- Arcelia Ramírez - Carolina Menéndez Sandoval
- Katy Jurado - Iluminada "La Jurada"
- Amairani - Lupita Buenrostro
- Eduardo Santamarina - Luis Enrique Bermúdez
- Felicia Mercado - Sara
- Fernando Colunga - Valerio Rojas
- Jorge Russek - Don Fulgencio Rojas
- Omar Fierro - Felipe
- Patricia Navidad - Rosalía
- José Carlos Ruiz - Ángel
- Eduardo Rivera - Jacinto
- Andrés Gutiérrez - Fayo
- Juan Manuel Bernal - Chimino
- Romina Castro - Tina
- Eric del Castillo - Daniel Santana
- Sergio Klainer - Adrián Bermúdez
- Lupita Lara - Úrsula
- Susana Alexander - Dra. Leonor Rivas
- Miguel Córcega - Hernán
- Ada Carrasco - Lich vda. de Buenrostro
- Dulce - Ella misma
- Carmelita González - Quecha
- Manuel Guízar - Guzmán
- Javier Marc - Dr. Molinero
- Alejandra Meyer - Ruperta
- Mónica Miguel - Amaranta
- René Muñoz - Quijano
- Lourdes Deschamps - Rocío
- Ana Bertha Espín - Rosaura Reséndiz
- Carlos Girón - Carlos
- Tomás Goros - Eulogio Peredo
- Lily Inclán - Chichy
- Gloria Jordán - Mica
- Raúl Magaña - Chivo
- Justo Martínez - Gigio
- Armando Palomo - Danilo
- Mónica Prado - Estela
- Amara Villafuerte - Silvia
- Socorro Avelar - Serafina
- Arturo Benavides - Tte. García
- Manuel Benítez - Tte. Franco
- Odiseo Bichir - Tilico
- Jorge Cáceres - Leonardo
- Zoila Quiñones - Margarita
- Sergio Sánchez - Vicente
- Isabel Andrade - Eulalia
- Mario del Río - Lococano
- Javier del Valle - Ambrosio
- Rocío Fernández - Muralla
- Leopoldo Frances - Pescador
- Arturo Lorca - Don Tomás
- Sara Luz - Adela
- Rafael Bazán - Tripilla
- Lourdes Villarreal - La ña
- Victor Zeus - Efraín
- Mauricio Achar - Alex
- Raúl Azkenazi - Joel
- Mariana Brito - Mariana
- Irán Castillo - Irán
- Albert Chávez - Marcelo
- Liliana de Ita - Liliana
- Clara María Dear - Patricia
- Alfonso Dorantes - Cantinero
- Maru Dueñas - Carmelita
- Maripaz García - Viviana
- Germán Gutiérrez - Hugo
- Maritza Olivares - Elena Santana
- Claudia Marín - Secretaria
- Moisés Miranda - Mimo
- Gerardo Morell - Esteban
- Genoveva Moreno - Vilma
- Joel Núñez - Cubano
- Carlos Osiris - Chaquiste
- Nayeli Pellicer - Nayeli
- Alejandro Russek - Ruso
- Rubén Trujillo - Paco
- Genaro Vásquez - Gabriel

## Equipo de producción
- Historia original y adaptación - René Muñoz
- Edición literaria - Tere Medina
- Escenografía - Sandra Cortés
- Ambientación - Max Arroyo
- Diseño de vestuario - Cecilia López Martín, Noemí Enríquez
- Canción de entrada - Más allá del puente
- Intérprete - María Sorté
- Autor - José Ramón Flores
- Musicalización - Jesús Blanco
- Edición - Antonio Trejo, Juan José Franco
- Jefe de producción - Guillermo Gutiérrez
- Gerente de producción - Diana Aranda
- Productor asociado - Arturo Lorca
- Dirección de cámaras en locación – Isabel Basurto
- Directora de escena en locación - Mónica Miguel
- Director de cámaras - Alejandro Frutos
- Director de escena - Miguel Córcega
- Productora - Carla Estrada

## Premios y nominaciones

### Premios TVyNovelas 1994
| Categoría                  | Nominado(a)         | Resultado |
| -------------------------- | ------------------- | --------- |
| Mejor actriz joven         | Arcelia Ramírez     | Nominada  |
| Mejor actor joven          | Eduardo Santamarina | Nominado  |
| Mejor revelación masculina | Fernando Colunga    | Nominado  |

### Premios ACE 1995
| Categoría                  | Nominado(a) | Resultado |
| -------------------------- | ----------- | --------- |
| Mejor coactuación femenina | Katy Jurado | Ganadora  |